# Arcidiocesi di Ozamiz
L'arcidiocesi di Ozamiz (in latino: Archidioecesis Ozamisana) è una sede metropolitana della Chiesa cattolica nelle Filippine. Nel 2021 contava 475.450 battezzati su 663.240 abitanti. È retta dall'arcivescovo Martin Sarmiento Jumoad.

## Territorio
L'arcidiocesi comprende la provincia filippina di Misamis Occidental sull'isola di Mindanao.
Sede arcivescovile è la città di Ozamiz, dove si trova la cattedrale dell'Immacolata Concezione.
Il territorio si estende su 2.055 km² ed è suddiviso in 29 parrocchie.

### Provincia ecclesiastica
La provincia ecclesiastica di Ozamiz, istituita nel 1983, comprende le seguenti suffraganee:
- la diocesi di Dipolog, eretta il 31 luglio 1967;
- la diocesi di Iligan, eretta come prelatura territoriale il 17 febbraio 1971 ed elevata al rango di diocesi il 15 novembre 1982;
- la diocesi di Pagadian, eretta il 12 novembre 1971;
- la prelatura territoriale di Marawi, eretta il 20 novembre 1976.

La provincia ecclesiastica si estende sulle province civili filippine di Misamis Occidental, Zamboanga del Norte, Zamboanga del Sur (in parte), Lanao del Norte e Lanao del Sur nell'isola di Mindanao.

## Storia
La prelatura territoriale di Ozamiz fu eretta il 27 gennaio 1951 con la bolla Supremum Nobis di papa Pio XII, ricavandone il territorio dalle diocesi di Cagayan de Oro e di Zamboanga (oggi entrambe arcidiocesi).
Originariamente suffraganea dell'arcidiocesi di Cebu, il 29 giugno dello stesso anno divenne suffraganea dell'arcidiocesi di Cagayan de Oro.
Il 17 febbraio 1971 la prelatura territoriale cedette una porzione del suo territorio a vantaggio dell'erezione della prelatura territoriale di Iligan (oggi diocesi). Contestualmente fu elevata al rango di diocesi ed entrò a far parte della provincia ecclesiastica dell'arcidiocesi di Zamboanga.
Il 24 gennaio 1983 la diocesi è stata elevata al rango di arcidiocesi metropolitana con la bolla Quo maius di papa Giovanni Paolo II.

## Cronotassi dei vescovi
Si omettono i periodi di sede vacante non superiori ai 2 anni o non storicamente accertati.
- Sede vacante (1951-1955)

- Patrick Henry Cronin, S.S.C.M.E. † (24 maggio 1955 - 13 ottobre 1970 nominato arcivescovo di Cagayan de Oro)
- Jesus Yu Varela † (17 febbraio 1971 - 27 novembre 1980 nominato vescovo di Sorsogon)
- Jesus Armamento Dosado, C.M. † (29 luglio 1981 - 4 ottobre 2016 ritirato)
- Martin Sarmiento Jumoad, dal 4 ottobre 2016

## Statistiche
L'arcidiocesi nel 2021 su una popolazione di 663.240 persone contava 475.450 battezzati, corrispondenti al 71,7% del totale.
| anno | popolazione | popolazione | popolazione | presbiteri | presbiteri | presbiteri | presbiteri                | diaconi | religiosi | religiosi | parrocchie |
| anno | battezzati  | totale      | %           | numero     | secolari   | regolari   | battezzati per presbitero | diaconi | uomini    | donne     | parrocchie |
| ---- | ----------- | ----------- | ----------- | ---------- | ---------- | ---------- | ------------------------- | ------- | --------- | --------- | ---------- |
| 1969 | 386.173     | 896.301     | 43,1        | 52         | 7          | 45         | 7.426                     |         | 45        | 102       | 34         |
| 1980 | 251.340     | 346.854     | 72,5        | 34         | 15         | 19         | 7.392                     |         | 19        | 58        | 16         |
| 1990 | 336.546     | 461.023     | 73,0        | 38         | 26         | 12         | 8.856                     |         | 12        | 41        | 19         |
| 1999 | 366.498     | 488.665     | 75,0        | 37         | 25         | 12         | 9.905                     |         | 14        | 56        | 18         |
| 2000 | 322.586     | 454.350     | 71,0        | 37         | 23         | 14         | 8.718                     |         | 17        | 72        | 18         |
| 2001 | 332.263     | 467.980     | 71,0        | 37         | 23         | 14         | 8.980                     |         | 17        | 72        | 18         |
| 2002 | 345.573     | 486.723     | 71,0        | 36         | 23         | 13         | 9.599                     |         | 13        | 90        | 18         |
| 2003 | 369.789     | 506.561     | 73,0        | 43         | 29         | 14         | 8.599                     |         | 17        | 75        | 16         |
| 2004 | 397.078     | 539.342     | 73,6        | 39         | 28         | 11         | 10.181                    |         | 14        | 95        | 16         |
| 2013 | 485.000     | 628.000     | 77,2        | 43         | 35         | 8          | 11.279                    |         | 8         | 43        | 22         |
| 2016 | 503.000     | 641.000     | 78,5        | 46         | 37         | 9          | 10.934                    |         | 9         | 35        | 23         |
| 2019 | 468.245     | 654.135     | 71,6        | 43         | 37         | 6          | 10.889                    |         | 10        | 72        | 24         |
| 2021 | 475.450     | 663.240     | 71,7        | 47         | 41         | 6          | 10.115                    |         | 10        | 107       | 29         |